# Hugo Bofinger
Hugo Bofinger (geboren 3. Oktober 1876 in Enzklösterle; gestorben 23. Juli 1946) war ein deutscher Arzt und Bakteriologe. Als Stabsarzt in Deutsch-Südwestafrika war er an Menschenversuchen beteiligt.

## Leben
Bofinger studierte ab 1894 an der Kaiser-Wilhelms-Akademie für das militärärztliche Bildungswesen in Berlin und gehörte der Akademie bis 1899 an. Er studierte unter anderem bei Wilhelm Waldeyer, Rudolf und Hans Virchow. Seine Dissertation legte er am 9. August 1898 mit Über Verbiegungen der unteren Extremität nach entzündlichen Prozessen vor. 1900 wurde er zum Assistenzarzt befördert. Von 1902 bis 1903 war er am Kaiserlichen Gesundheitsamt in Berlin beschäftigt.
Bofinger kam als Oberarzt im Februar oder März 1905 nach Deutsch-Südwestafrika und blieb bis Juli 1907. Am 23. April 1905 gründete er das bakteriologische Laboratorium in der Lüderitzbucht. Er war dessen Leiter sowie der Kranken Eingeborenen Station (Kr. E. Stat.). Wenige Monate nach seiner Ankunft, am 18. August 1905, wurde er zum Stabsarzt befördert.
Das Laboratorium war auf der Haifischinsel in unmittelbarer Nähe zum dortigen Konzentrationslager, das für Internierungen im Rahmen des Völkermordes an den Herero und Nama benutzt wurde. Dessen Gefangene wurden von Bofinger als Versuchspersonen für medizinische Zwecke missbraucht. Bofinger suchte nach einem Heilmittel gegen Skorbut. Den Gefangenen wurden verschiedene Substanzen injiziert. Im Feldlazarett XII wurden nach dem Tod der Betroffenen Autopsien an deren Leichen durchgeführt. Die Köpfe wurden abgetrennt und an das Anatomische Institut in Berlin verschickt. 1910 veröffentlichte Bofinger mit Einige Mitteilungen über Skorbut einen Artikel über seine Tätigkeiten in Deutsch-Südwestafrika in der Deutschen militärärztlichen Zeitschrift.
Ab 1908 war Bofinger Garnisonsarzt in Stuttgart. 1909 heiratete er. Der national-sozialistische Funktionär Hans Ulrich Bofinger war sein Sohn.
Zu Beginn des Ersten Weltkrieges wechselte Bofinger in das Feldlazarett 6. 1916 wurde dem Königlich Preußischen Oberstabsarzt Dr. Hugo Bofinger der österreichische Franz-Joseph-Orden verliehen.
Zur Zeit der Weimarer Republik arbeitete Bofinger als Medizinalrat beim Versorgungsamt Stuttgart und wurde von der Allgemeinen Ortskrankenkasse (AOK) mit Sitz in Heilbronn zum dortigen hauptamtlichen Vertrauensarzt der Kasse gewählt. Dort hielt er unter anderem Vorträge über Tuberkulose.
Zur Zeit des Nationalsozialismus wurde „Dr. med. Hugo Bofinger“ zum 1. Januar 1938 an seinem Heilbronner Dienstsitz zum Obervertrauensarzt im Bezirk der Landesversicherungsanstalt Württemberg ernannt. Noch während des Zweiten Weltkrieges publizierte er 1941 von Heilbronn aus in der Zeitschrift Vertrauensarzt und Krankenkasse über „Die Magenerkrankungen in der Krankenversicherung“ 1942 über Beziehungen zur Appendicitis.

## Schriften (Auswahl)
- Ueber Verbiegungen der unteren Extremität nach entzündlichen Prozessen, medizinische Dissertation vom 9. Aug. 1898 in Berlin, Druck von E. Ebering: Berlin 1898
- August Weber, Hugo Bofinger: Die Hühnertuberkulose. Ihre Beziehungen zur Säugetiertuberkulose und ihre Übertragung auf Versuchstiere mit besonderer Berücksichtigung der Fütterungstuberkulose. In: Tuberkulose-Arbeiten aus dem Kaiserlichen Gesundheitsamte, Heft 1, Springer: Berlin 1904, S. 83–158, Tafel V
- Sanitäts-Schule für den Unterricht und Selbstunterricht in erster Hilfe bei Verletzungen, Unglücksfällen und Gesundheitsschädigungen durch chemische Kampfstoffe, nebst Anleitung für Verbandtechnik, Krankentransport, Krankenpflege und Desinfektion, mit 120, teils zweifarbigen Abbildungen von Franz Kotzian, J. F. Lehmanns Verlag: München, Berlin 1937

## Archivalien
Archivalien von und über Hugo Bofinger finden sich beispielsweise
- als Akte Bofinger, Hugo Dr. in den Personalakten II, B, im Landesarchiv Baden-Württemberg, Abteilung Hauptstaatsarchiv Stuttgart, Archivsignatur M 430/2 Bü 188[11]